# Lysmata
Lysmata è un genere di crostacei appartenenti alla famiglia degli Hippolytidae.

## Specie
- Lysmata acicula (M. J. Rathbun, 1906)
- Lysmata amboinensis De Man, 1888
- Lysmata anchisteus Chace, 1972
- Lysmata californica (Stimpson, 1866)
- Lysmata debelius (Bruce, 1983)
- Lysmata grabhami (Gordon, 1935)
- Lysmata intermedia (Kingsley, 1878)
- Lysmata moorei (M. J. Rathbun, 1901)
- Lysmata rathbunae Chace, 1970
- Lysmata seticaudata (Risso, 1816)
- Lysmata ternatensis De Man, 1902
- Lysmata trisetacea (C. Heller, 1861)
- Lysmata vittata (Stimpson, 1860)
- Lysmata wurdemanni (Gibbes, 1850)